# Miluše Roubíčková
Miluše Roubíčková (22. července 1922, Praha – 21. srpna 2015, Kamenický Šenov ), rozená Kytková, byla česká výtvarnice a designérka patřící mezi přední postavy českého uměleckého sklářství. Vyhraněná umělecká osobnost s vlastním svébytným pojetím skleněné plastiky a objektů, které (ač velmi různé) v celku vytvářejí charakteristický homogenní dojem. Její dílo možno chápat nejen jako poctu české sklářské dovednosti, ale i jako objevnou poctu kráse každodennosti v její banalitě i naivitě.
Svůj aktivní život dělila mezi průkopnickou výtvarnou práci se sklem a mezi rodinu. Byla členkou výtvarného odboru Umělecké besedy a tvůrčí skupiny užitého umění BILANCE.

## Umělecký vývoj
Po studiu na klasickém gymnáziu (latina, řečtina, základy veškerých humanitních věd) nemohla pokračovat v záměru studovat dále na Akademii umění, neboť tato (spolu s ostatními vysokými školami) byla nacisty v tehdejší době uzavřena. A tak ji její umělecké vlohy (kreslířské nadání) nasměrovaly ve 40. létech dvacátého století ke studiu výtvarného umění na pražských průmyslových školách.
| Od roku | Do roku | Škola |
| ------- | ------- | --- |
| 1941    | 1943    | Škola užitného umění                                                                                          |
| 1943    | 1944    | Uměleckoprůmyslová škola (UPŠ) (ateliér, profesor Jaroslav Václav Holeček)                                    |
| 1945    | 1949    | Vysoká škola uměleckoprůmyslová (VŠUP), ateliér skla a monumentální kresby (ateliér, profesor Josef Kaplický) |

Po ukončení studií se patnáct let věnovala náročnému designu, který realizovala v prototypech mnohdy určených i pro sériovou výrobu.
| Léta práce a spolupráce po roce 1948                                                      |
| ----------------------------------------------------------------------------------------- |
| S firmou J. & L. Lobmeyr v Kamenickém Šenově                                              |
| S ateliéry Uměleckého skla v Novém Boru                                                   |
| S Ústředním výtvarným střediskem pro průmysl skla a jemné keramiky v Praze (později ÚBOK) |
| S Borským sklem Nový Bor a jeho nástupnickou organizací Crystalexem                       |
| Se Sklárnou Ústředí uměleckých řemesel (ÚUŘ) ve Škrdlovicích                              |
| Se sklárnou Hergiswiler Glasi v Hergiswilu, (Švýcarsko)                                   |

Volné autorské tvorbě se začala věnovat po roce 1965. V ní se projevuje několik souběžně působících momentů, které jsou pro její tvorbu zásadní:
- smysl pro specifiku práce se sklem
- využívání kvalit skla k dosažení uměleckých záměrů
- povahová jemnost, málomluvnost, zdrženlivost až uzavřenost
- bystrý smysl pro humor
- důraz na soukromí, vzpomínky (jako zdroj uměleckých témat)
- otevřenost ke každodennosti, všednosti
- ovlivnění přírodou

### Miláno 1957
Důležitým mezníkem, který vyplynul z tehdejšího jejího zaměření na design pitného skla byla stříbrná medaile získaná v roce 1957 na XI. milánském trienále za ušlechtilý likérový soubor. Také její soubor nápojového skla pro Expo ´58 se vyznačoval netradičním přístupem. V dalších letech se věnovala také sklu foukanému do optických forem.

### Talíře a mísy
Plastické cítění demonstrovala v letech 1957 až 1958 několika talíři a hluboce broušenými mísami z olovnatého křišťálu s asymetrickou kompozicí velkých čirých čočkovitých brusů. Do techniky brusu zapracovávala i přírodní motivy (např. kukuřičné klasy). Novátorství této její tvorby spočívalo v mistrném použití továrních postupů (broušení čirého jasného křišťálu je i dnes pozoruhodná průmyslová metoda opracování skla) vedoucích ke vzniku plně funkčních objektů (talíře, mísy) určených nejen k ukládání předmětů ale i k estetickému zážitku při pohledu "skrz" ně, když jsou prázdné.

### Volná tvorba
V následujícím období se zaměřila na experimenty s pozapomenutými levnými technikami oživení povrchu nádob reliéfními rastry a to i pomocí kombinací sklovin jasných živých barev. Tradiční sklářské techniky využívala nekonvenčním a vtipným způsobem.

### Kytice pro Expo 67

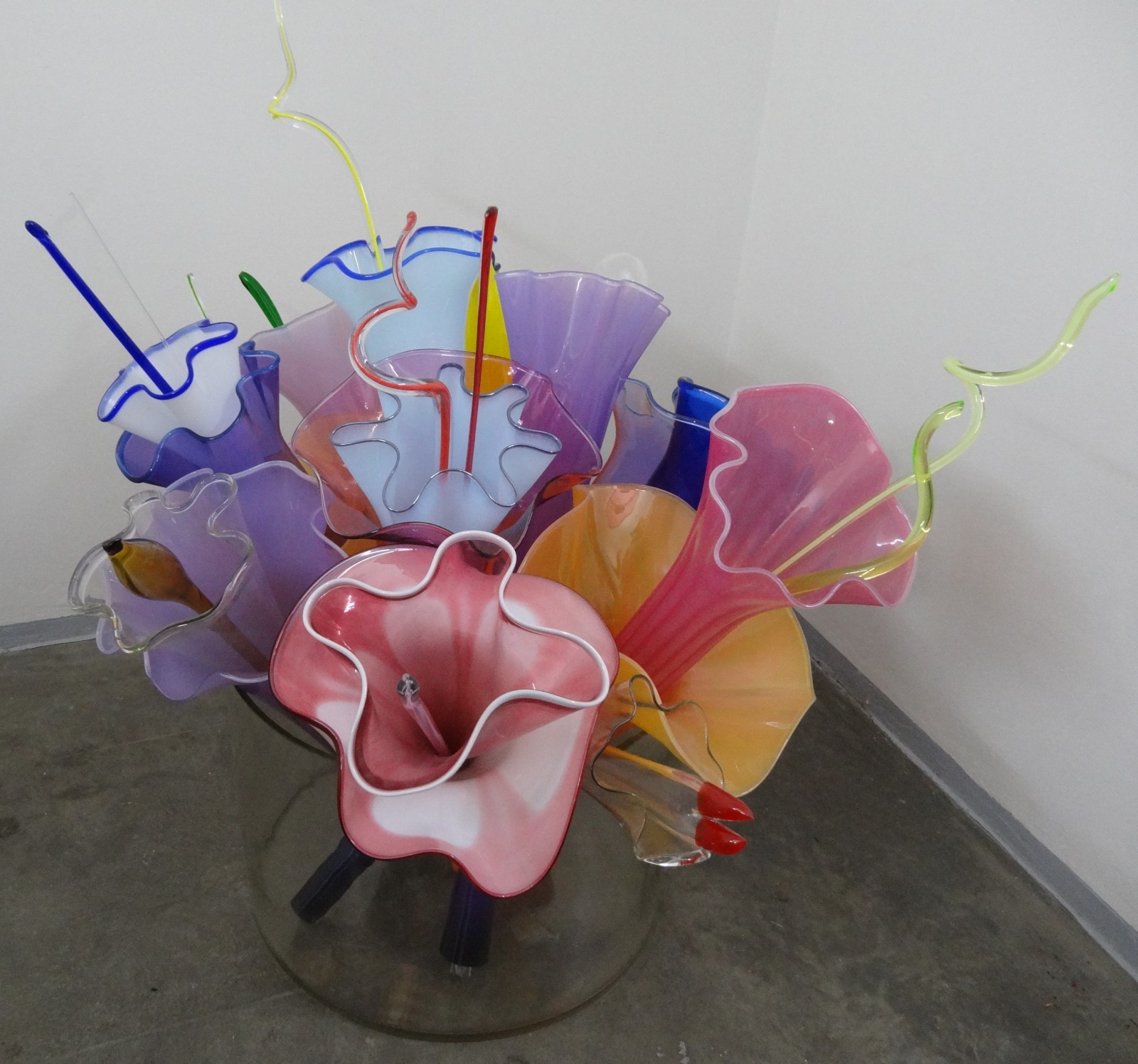
Kytice

Přechodem ke koncepci skleněné plastiky pak byla její pozoruhodná instalace pestře zbarvených kytic (s poupaty a květy) na vrcholcích protáhlých stonků (zasazených do váz) vystavená na Expu 67 v Kanadě.

### Inspirace běžnými věcmi
Další motivy k novým skleněným plastikám čerpala z každodenního života (zahrada kolem domu, provoz kuchyně) a ztvárňovala je za pomoci průhledného a zářivého, jemně barevného skla. Její svébytné skleněné plastiky obracely nostalgicky pohled do doby šťastného dětství. V rámci volné tvorby navrhovala poeticky až naivně působící plastiky v duchu pop-artu, které pro ni tvarovali mistři skláři jako Josef Rozinek, Petr Novotný nebo Jiří Pačinek. Mezi nejznámější patří např.:

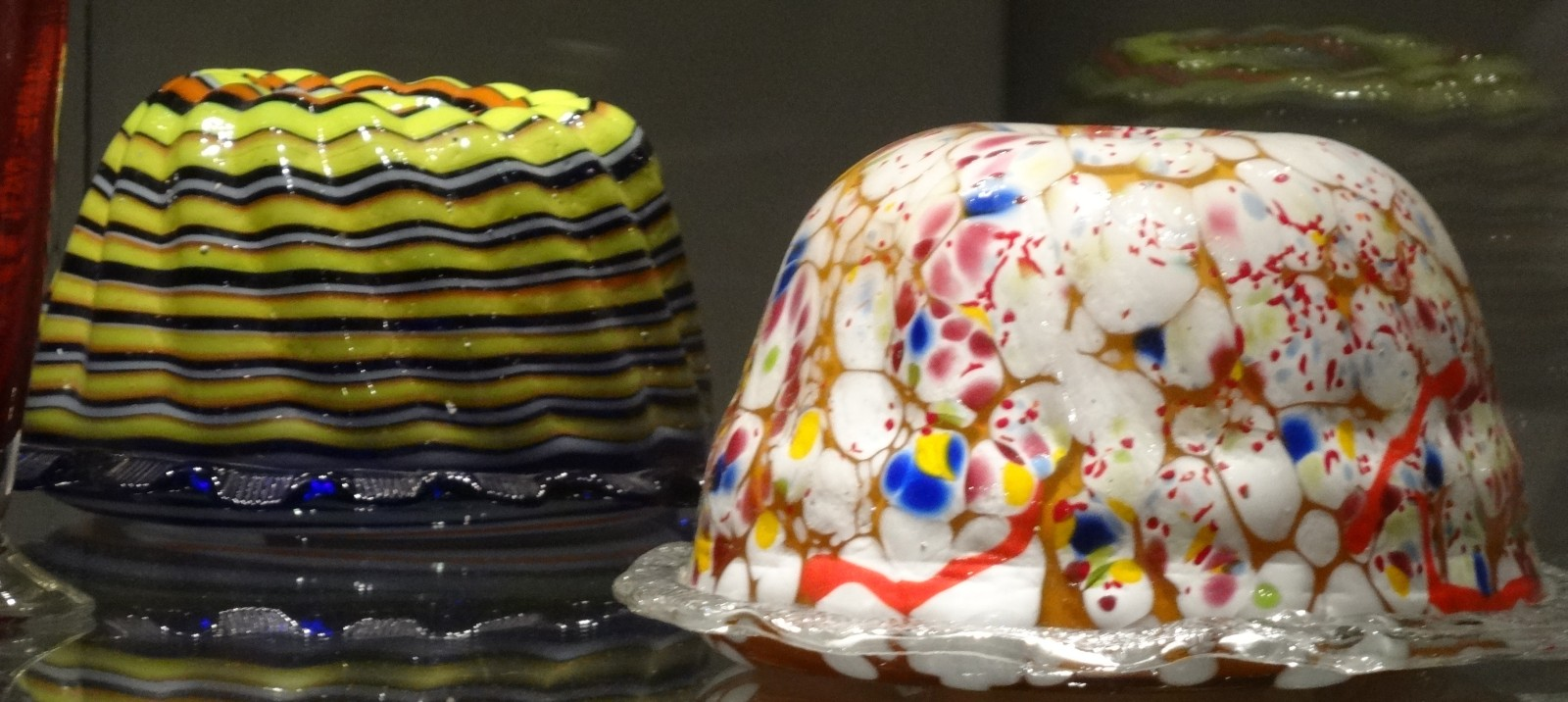
Bábovky

- Vznosné podnosy s ovocem nebo s dorty
- Do skla převedené moučníky nebo bábovky
- Mísa s bábovkami (pocta českému malíři Vladimíru Komárkovi)
- Kytice růží ve váze (pocta Botticellimu)

### Špacírky
V 70. létech dvacátého století byl patrný příklon autorky k vertikálním motivům. Na květy a strohá poupata s vysokými stonky vertikálně umísťovanými do nádob navázala neobvyklým objektem: nádobou naplněnou pánskými vycházkovými holemi (špacírkami) ze skleněné tyčoviny.

Vertikální motivy
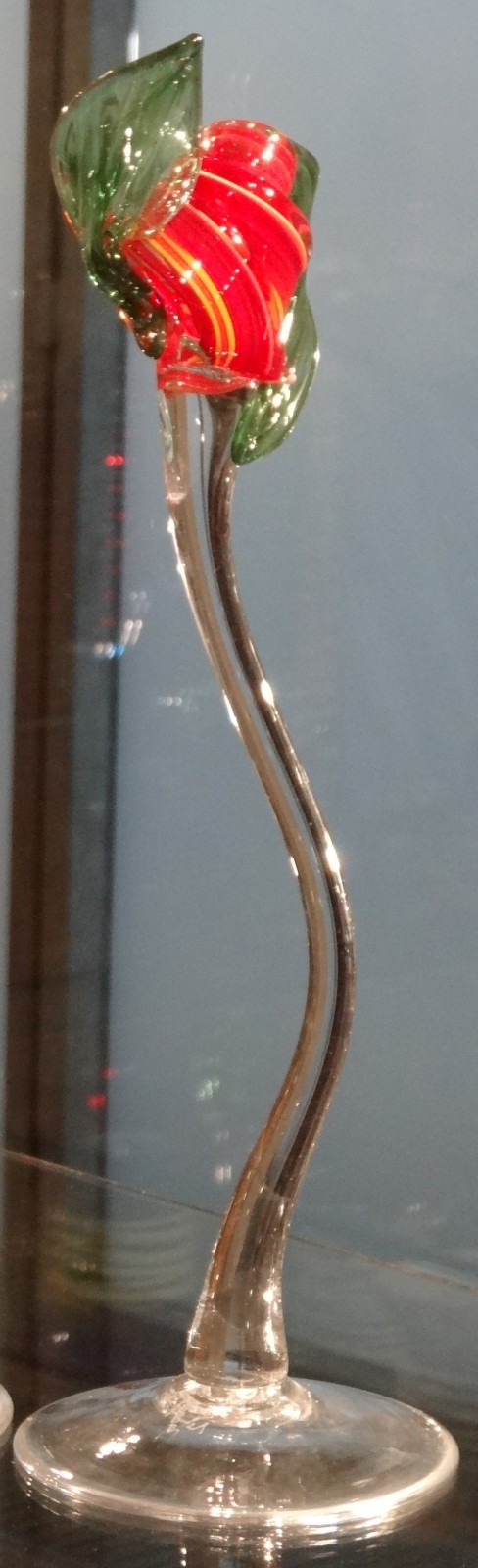
Růže
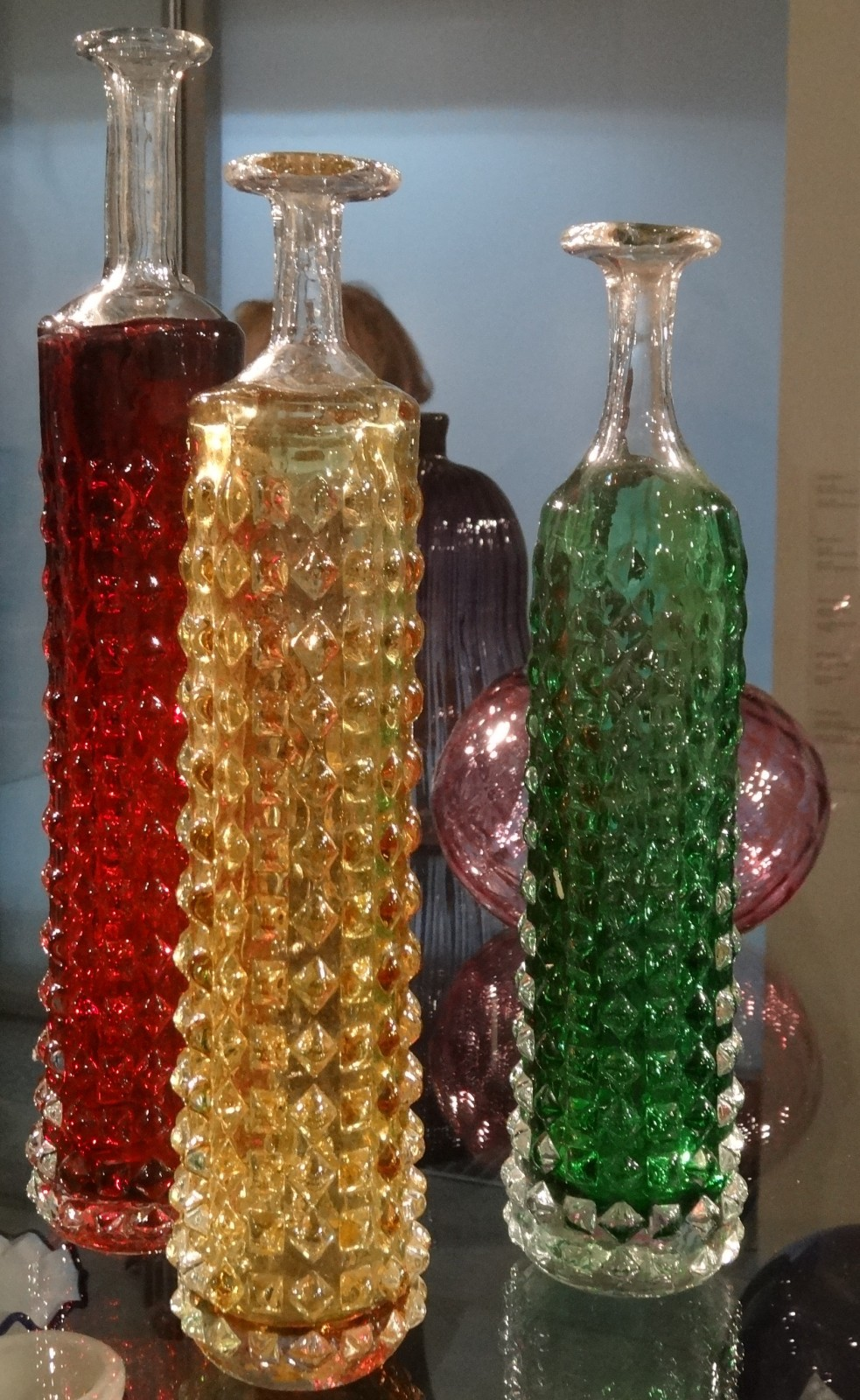
Láhve

### Hlavy a figury
Když její manžel René Roubíček v 80. létech dvacátého století začal pracovat na své sérii "Hlav" pojednala toto téma svým způsobem: sérií ženských hlav (se zdůrazněnými účesy, klobouky, stužkami, ...) jako vyjádření ženských charakterů a ženského pohledu na svět. Jen ta jediná mužská hlava byla pojata jako imaginární portrét a pocta malíři Josefu Čapkovi.

Hlavy a figury
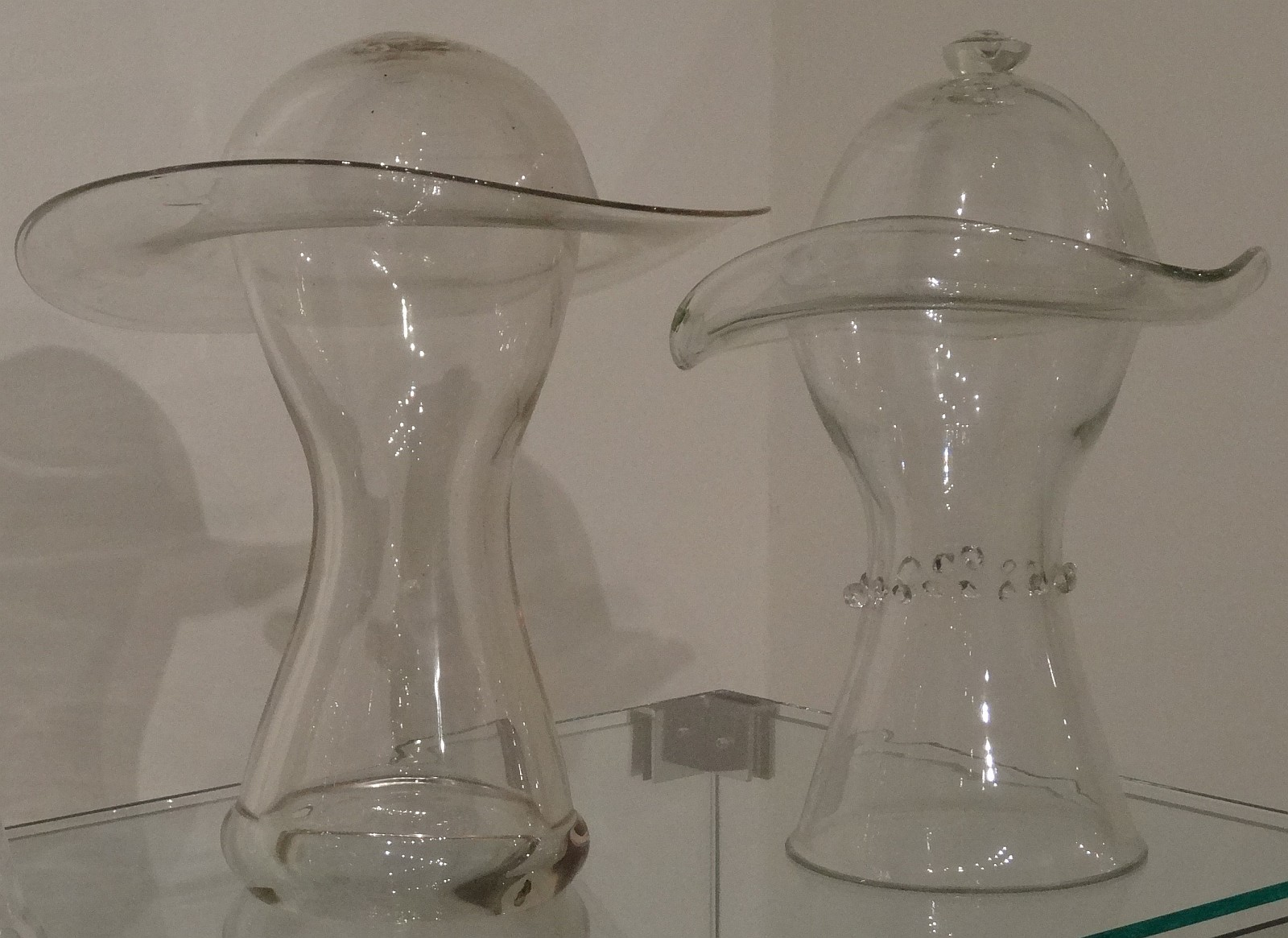
Hlavy
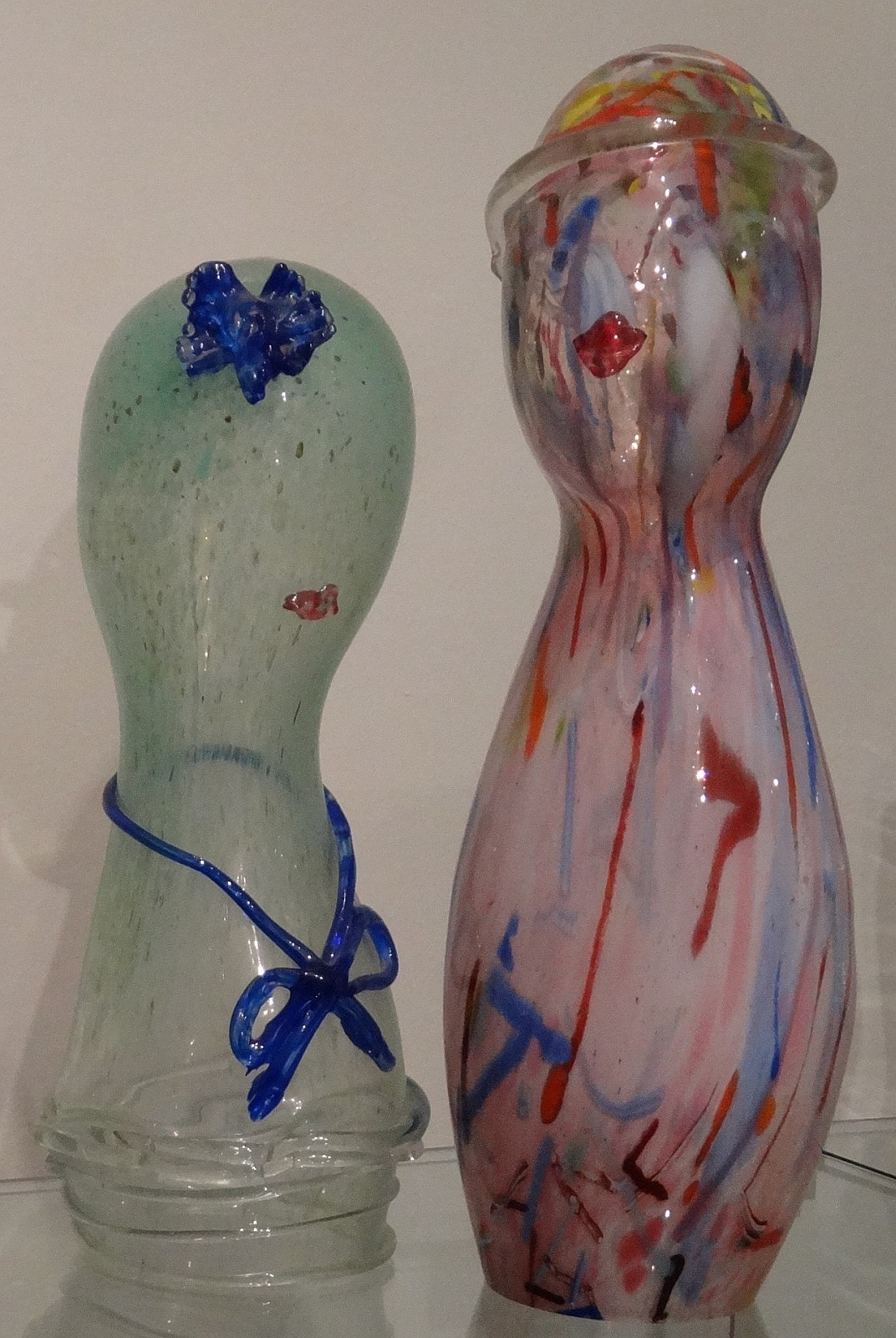
Hlavy
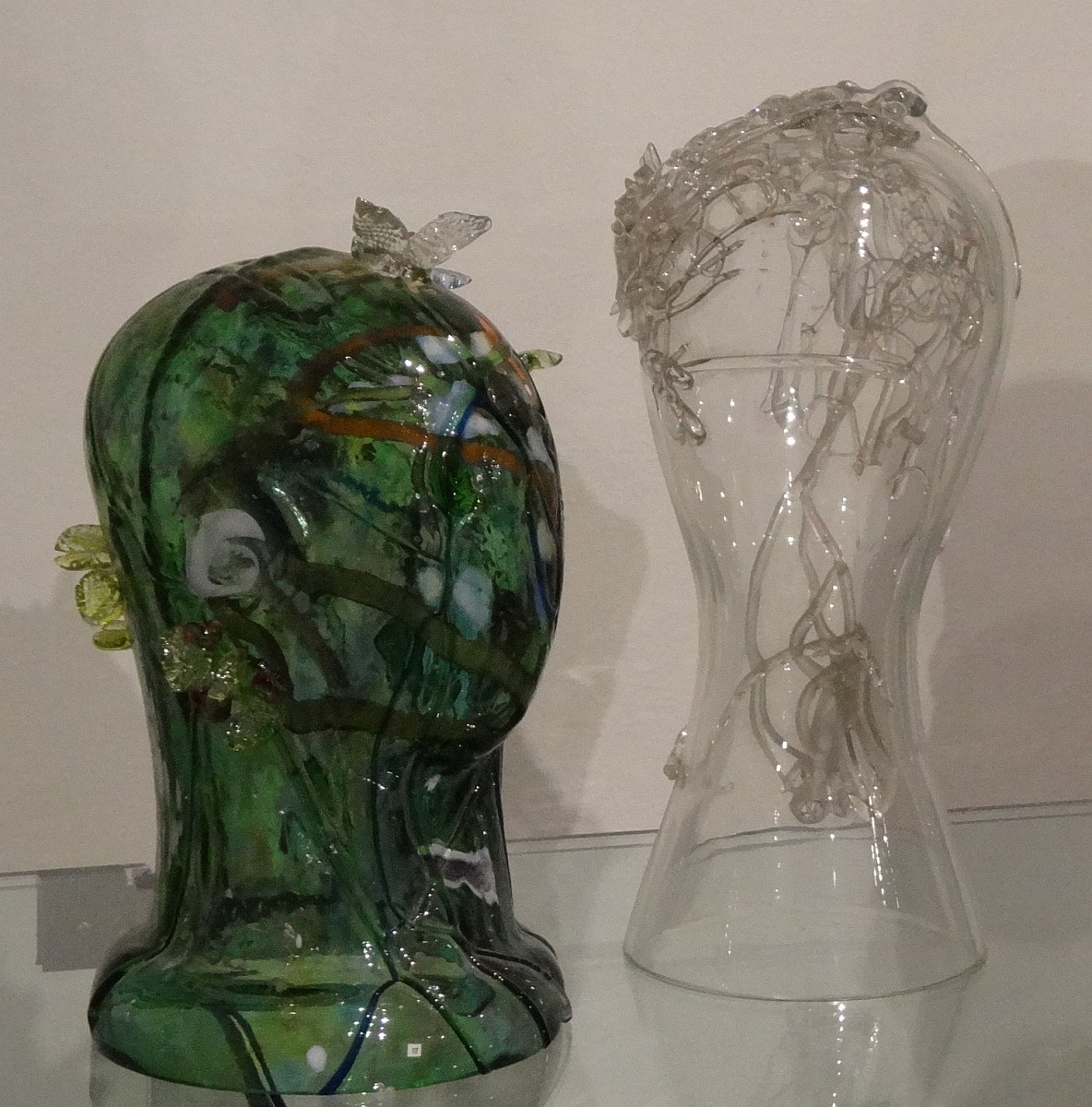
Hlavy

### Skleněné plastiky
Následovaly další skleněné plastiky na náměty provozu domácnosti a zahrady ztvárňované v čirém ale i pestrobarevném skle. Známé jsou například:
- hlávky zelí,
- zavařovací sklenice,
- různé krabice a krabičky,
- hrsti skleněných bonbonů,
- barevné igelitové pytlíčky, pytle, sáčky a tašky

Skleněné plastiky
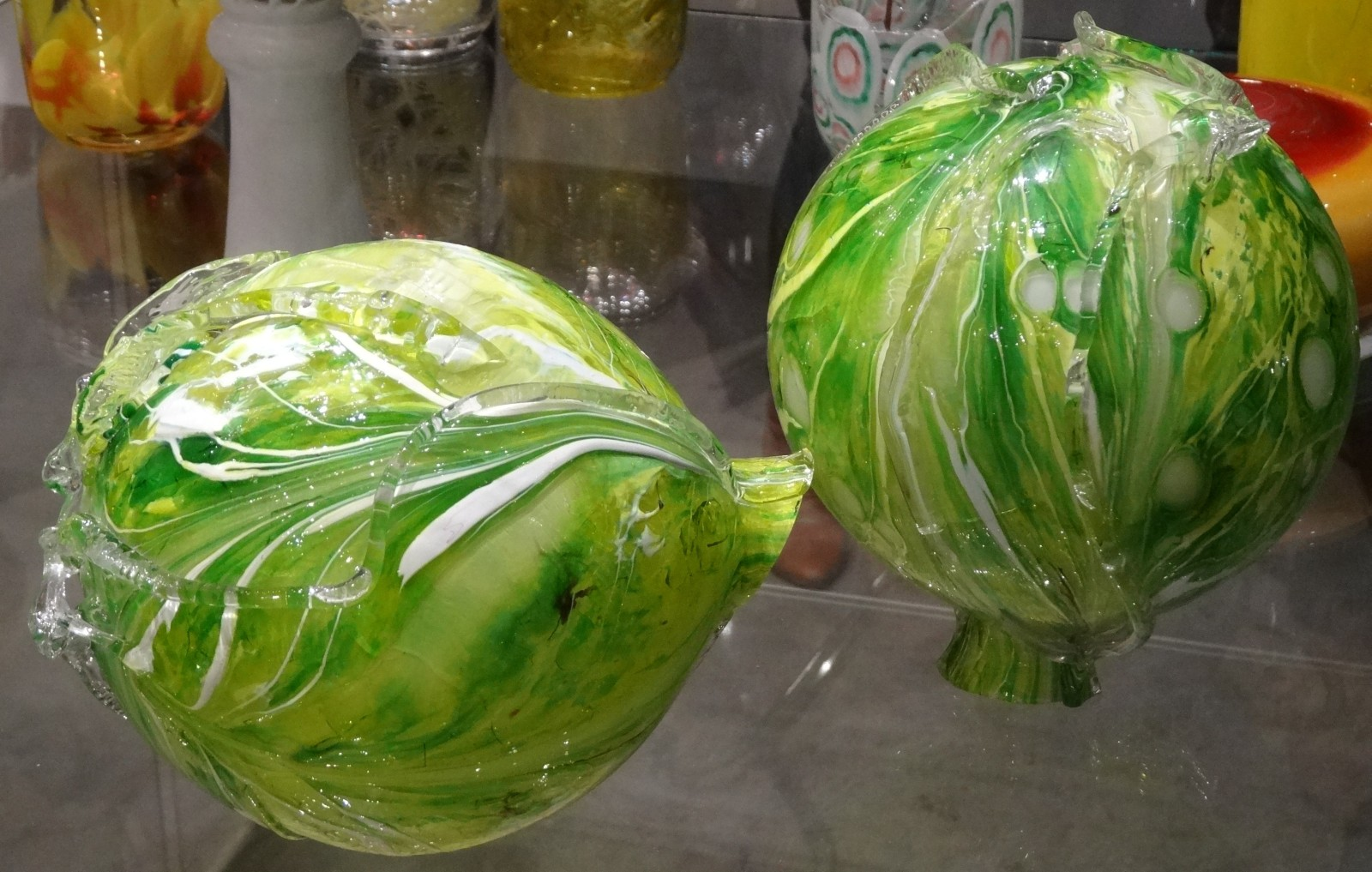
Hlávky zelí
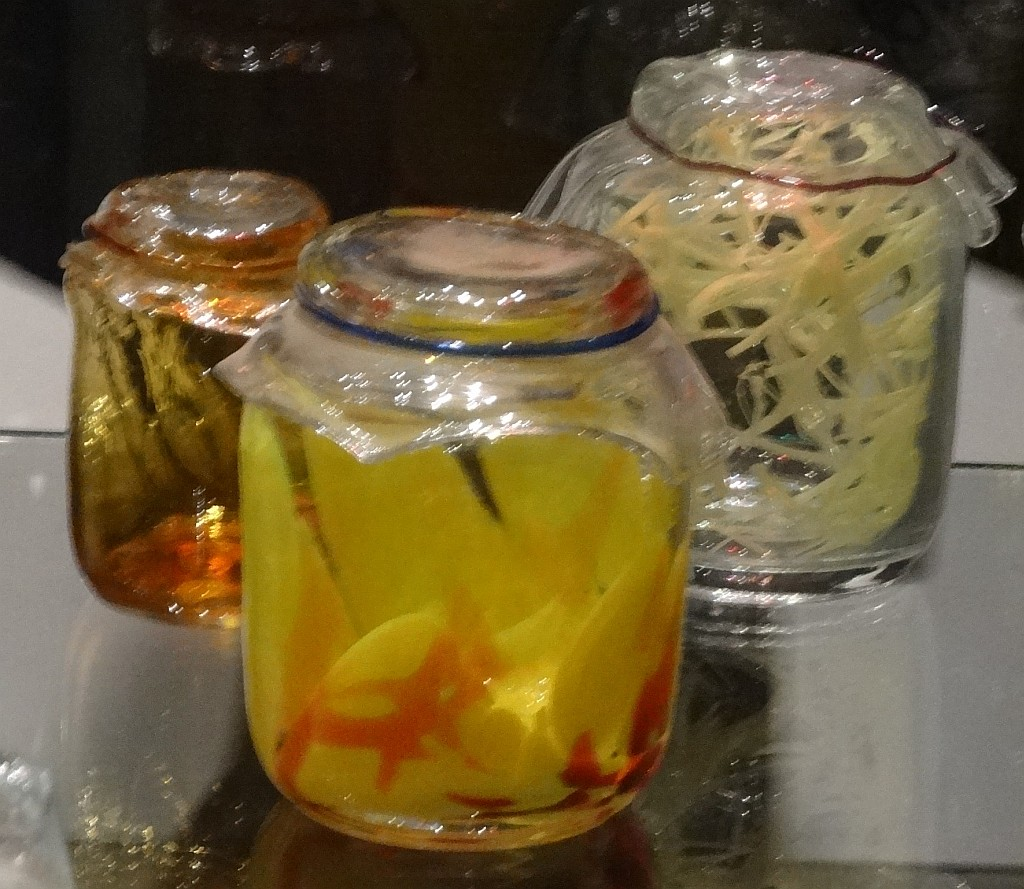
Zavařovací sklenice
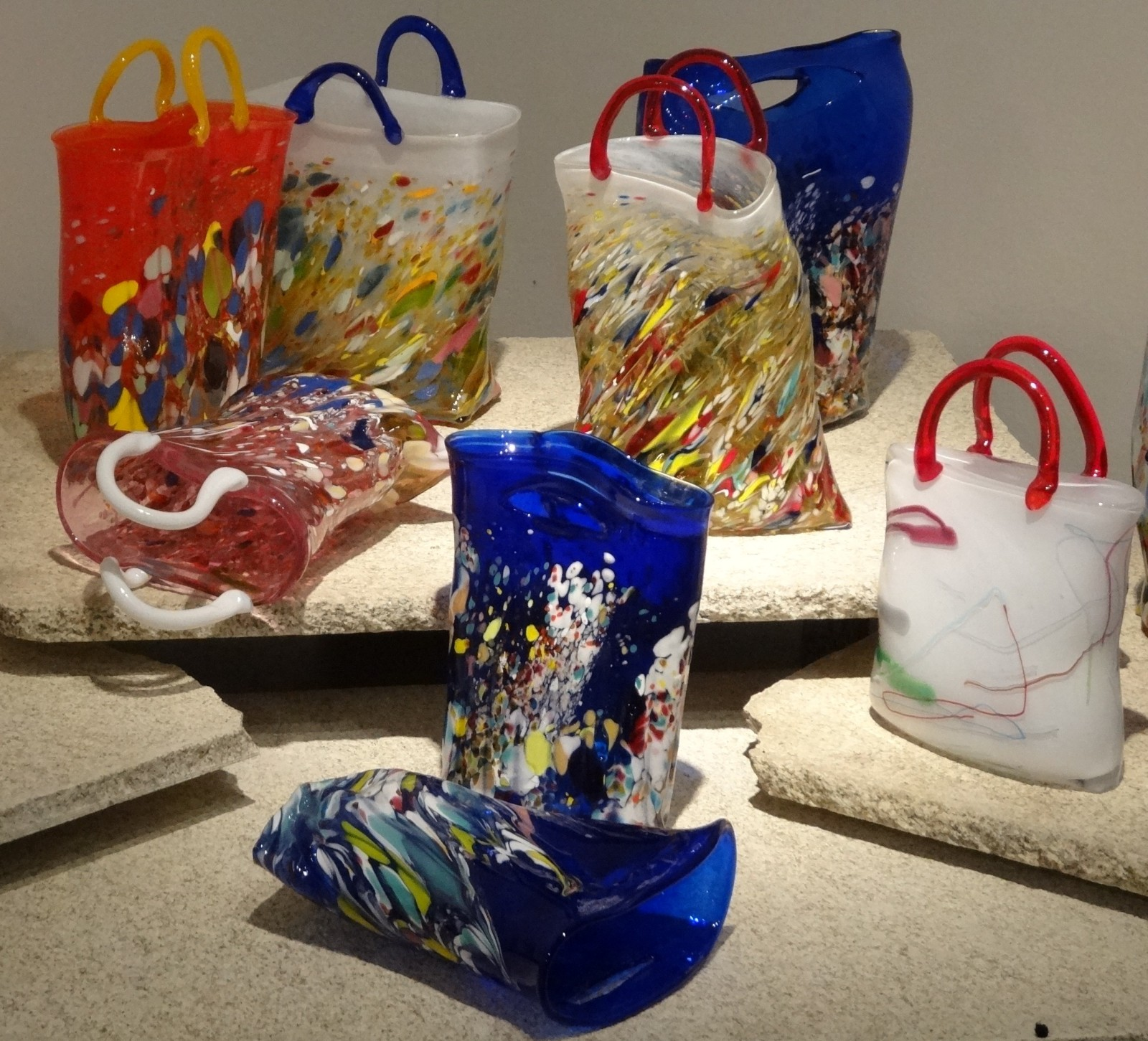
Nákupní tašky
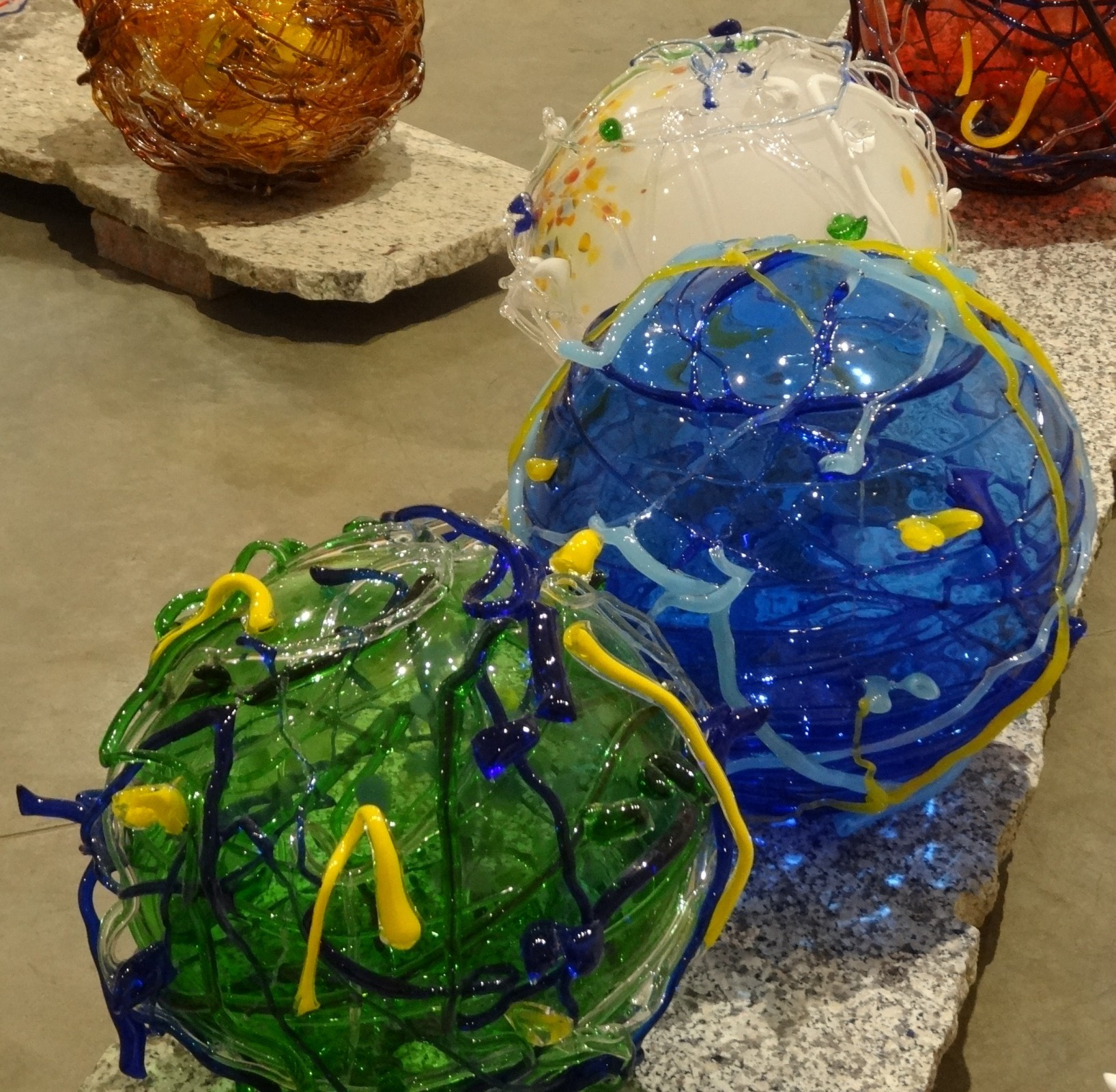
Klubíčka
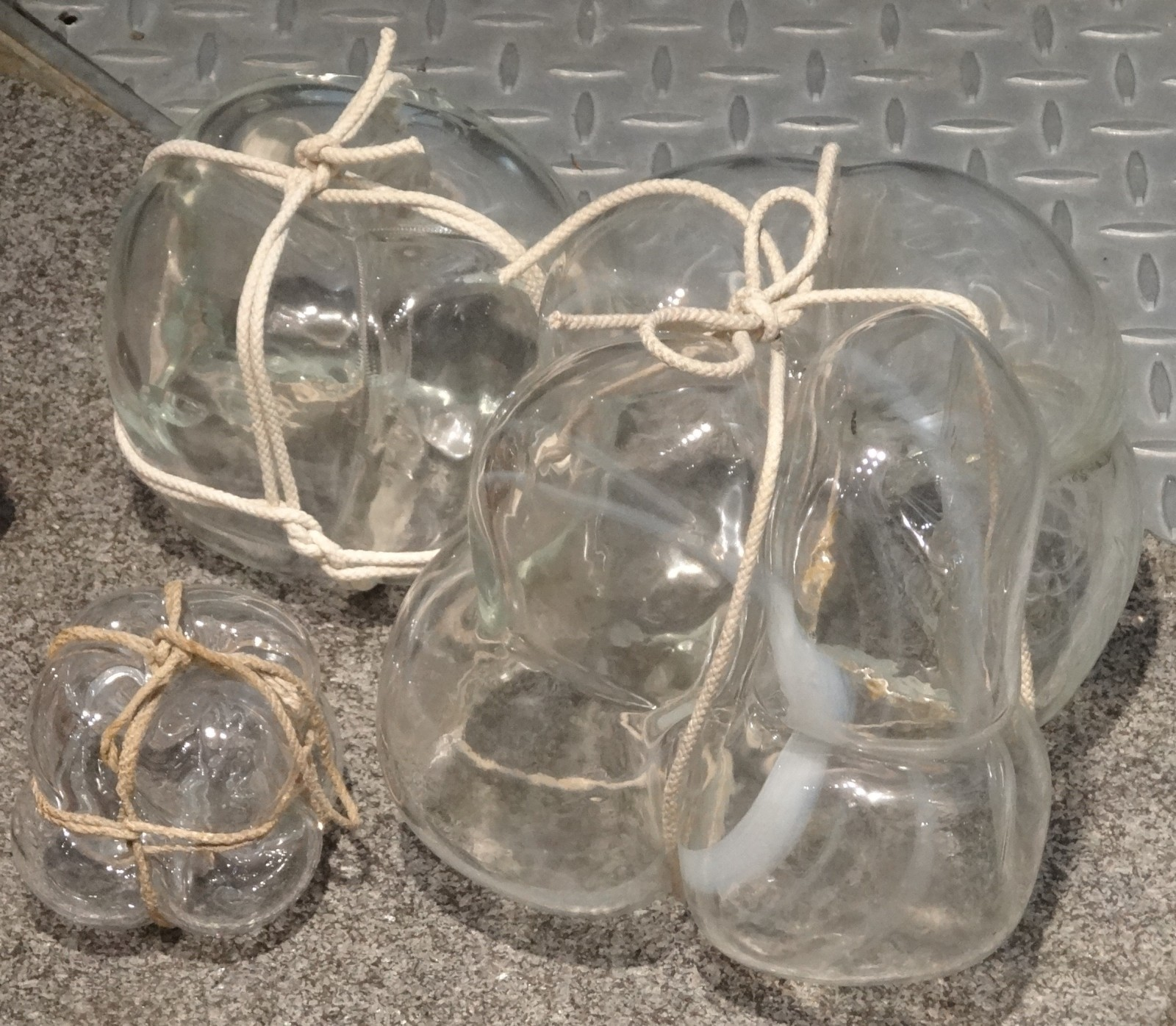
Pytlíky
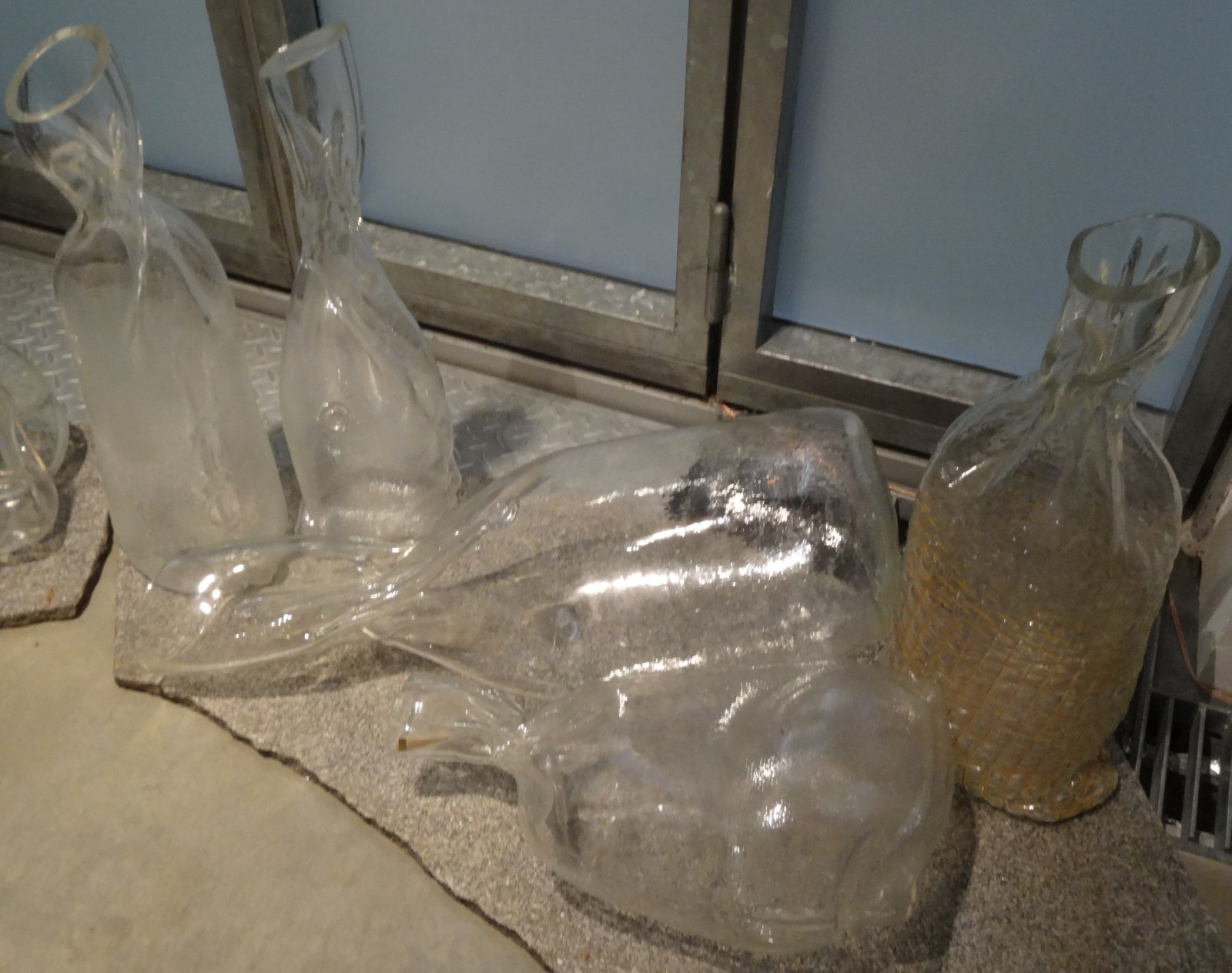
Pytle

### Odložené pytle
V letech 1983 a 1984 se zúčastnila sklářských sympozií v Hergiswilu (ve švýcarském Luzernu), která se konala v renesanční budově bývalé sýpky. Neobvyklé místo inspirovalo autorku k vytvoření objektu – sestavy s názvem "Odložené pytle" (tvarované do drátěných sítí). Sklárna Hergiswiler Glassi od těch dob vyrábí upomínkové předměty – malé pytlíčky s drobnými předměty uvnitř.

### Zdi a křoví
Úvahy o odcizení mezilidských vztahů a překážek v soužití lidí ji přivedly k symbolickému ztvárnění betonových zdí osazených skleněnými střepy (jako ostraha majetku a obrana proti vstupu nežádoucího). Do bloků hrubých betonových kvádrů (evokujících dojem zdi) (mnohdy obohacených přírodninami (např. mušle)) zapouštěla (většinou na jejich horní hraně) rozbité ručně tvarované lahve z barevného skla (Zeď, 1993-1996). Z tohoto období pochází velká instalace: reliéf pro dům v Mirsdorfu u Coburgu. Na obdobném principu jako "zdi" zpracovala i téma "křoví" (houština skel vetknutá do popraskané betonové základny).

### Motivy konce 80. let - 2003
Koncem 80. let dvacátého století se Miluše Roubíčková vrací k přírodním motivům ("život v zahradním keři") a k velkým kyticím. Dále pak objevovala a zpracovala téma uzlíků, které si naši předkové vázali z barevných šátků. Její foukané a ručně tvarované skleněné plastiky zdobené proužky barevných skel (Klubíčka) pocházejí ze závěru její sklářské tvorby z let 2000-2003.

## Porovnání charakteru tvorby manželů Roubíčkových
René Roubíček přistupuje ke své tvorbě svobodně. Je znám nejen rozměrnými monumenty a světelnými kompozicemi, ale i komornějšími objekty, které i v malých rozměrech působí monumentálním dojmem. Pracuje povětšinou s průhledným sklem. Klade důraz na prostor, světlo, optické efekty a rafinované hry světla. 
Miluše Roubíčková volila pro svoji tvorbu povětšinou neprůhledné sklo s využitím pestrých barev. Vytvářela objekty a plastiky spíše komorního rázu. Její tvorba byla oslavou prostých věcí kolem nás; působí intimním dojmem; navozuje spíše pocit domova. Pohybuje se mezi světem reality a světem fantazie – mezi všedností a poezií. V jejím svérázném pojetí pop-artu se tak spojoval český humor s ženskou poetičností. 

Manželé Roubíčkovi
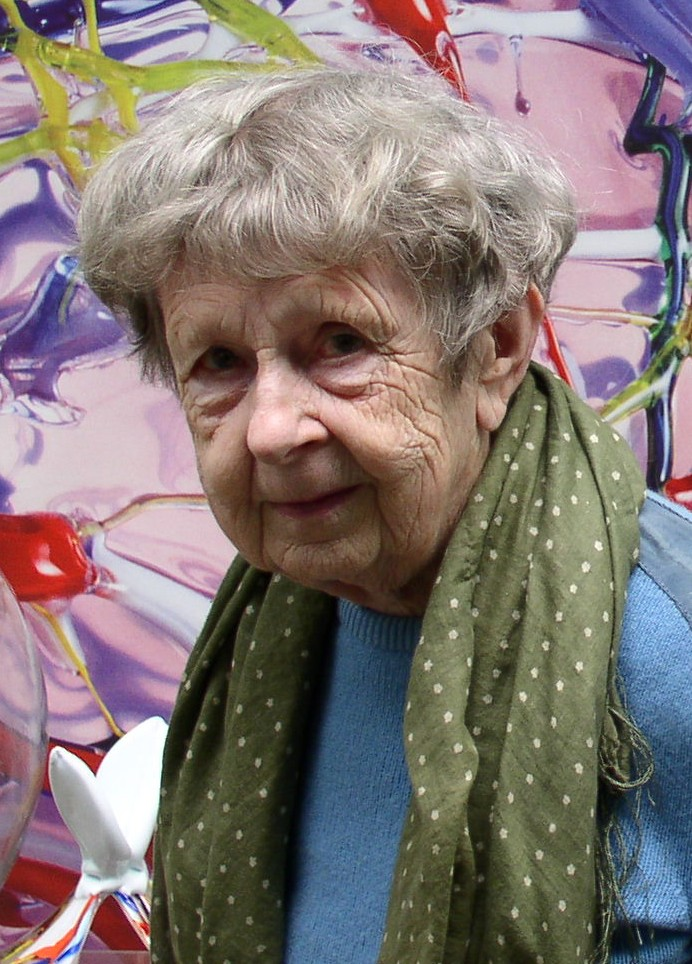
Miluše Roubíčková (2003)
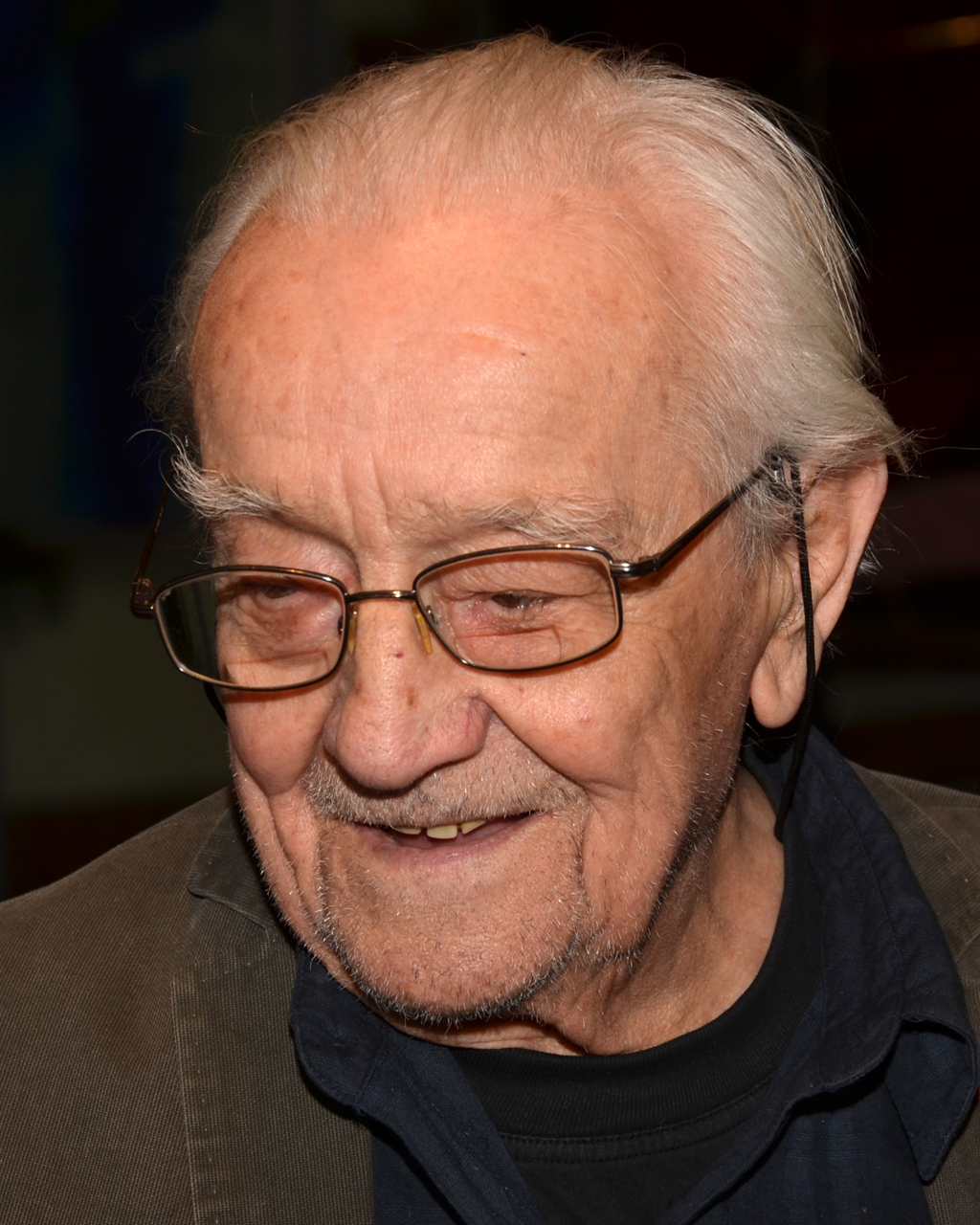
René Roubíček (2016)

## Chronologický přehled ocenění, sympozií, výstav, ...

### Ceny, ocenění, vyznamenání
- 1948 Cena ministerstva spotřebního průmyslu (stříbrná medaile),[11]
- 1957 Stříbrná medaile na XI. trienále, (Miláno),
- 1958 Velká cena (Grand Prix) (Světová výstava Expo 58, Brusel),[p 6]
- 1958 čestné uznání (Světová výstava Expo 58, Brusel)[11]
- 1967 Světová výstava Expo 67, (Montreal), čestné uznání (diplom),
- 1977 Diplom na 1. Coburger Glaspreis, (Coburg),
- 1984 Mezinárodní výstava uměleckých řemesel, (Bratislava), Diplom,[p 3]
- 1997 Cena Masarykovy Akademie umění, Praha, zvláštní cena člena poroty[11]
- 2004 Mezinárodní výstava skla v Kanazawě (Japonsko)[11]
- 2015 uvedena in memoriam do Síně slávy Mezinárodního sklářského sympozia IGS Nový Bor

### Účast na tuzemských a zahraničních sklářských sympoziích
- 1982 Mezinárodní sklářské sympozium (IGS) v Novém Boru,
- 1982 Frauenau v Bavorsku, (Německo),
- 1983 Luzern, (Švýcarsko),[p 4]
- 1984 Luzern, (Švýcarsko),[p 4]
- 1985 Immenhausen v Hesensku, (Německo)
- 1985 Mezinárodní sklářské sympozium (IGS) v Novém Boru,
- 1988 Mezinárodní sklářské sympozium (IGS) v Novém Boru,
- 1991 Mezinárodní sklářské sympozium (IGS) v Novém Boru,

### Samostatné výstavy
- 1961 Praha, Umělecká beseda
- 1965 Praha, Galerie Československý spisovatel
- 1967 Brno, Moravská galerie
- 1967 Ústí nad Labem, Galerie Dílo
- 1968 Kamenický Šenov, Sklářské muzeum
- 1968 Poznaň
- 1972 Kutná Hora, Muzeum Na hrádku
- 1975 Liberec, Severočeské muzeum
- 1976 Frýdek-Místek, Státní zámek
- 1977 Praha, fotoateliér K. Kalivody (soukromá výstava)
- 1980 Moravská Třebová, radnice
- 1982 Jičín, Okresní muzeum a galerie
- 1982 Luzern, Glasgalerie – Hergiswiler Glasi
- 1985 Praha, Atrium (společně s René Roubíčkem a grafikem Vladimírem Nagajem)
- 1987 Düsseldorf, Galerie Ingrid Mensendiek
- 1987 Frankfurt nad Mohanem, Galerie Gottschalk – Betz
- 1989 Vídeň, J. & L. Lobmeyr
- 1992 Jablonec nad Nisou, Muzeum skla a bižutérie
- 1994 Wiesloch, Kunsthauszentrum Palatin
- 1995 Frankfurt nad Mohanem, Galerie Vetro
- 1995 Mariánské Lázně, Kulturní středisko a Městské divadlo
- 1996 Würzburg, Barockhäuser, Joseph – Griesing Saal
- 1996 Sommerhausen nad Mohanem, Galerie beim "Roten Turm" Schweinfurt
- 1996 Galerie am Schrotturm
- 1997 Praha, Galerie Fronta
- 1997 Praha, Galerie Na Jánském vršku
- 1997 Hamburk, Glasgalerie Hittfeld
- 1999 Východočeská galerie v Pardubicích
- 2000 Londýn, The Studio Glass Gallery[11]
- 2002 Luxemburg, Galerie Chapelott ("Sklo – umění dneška")[11]
- 2002 Drážďany, Galerie F[11]
- 2003 Praha (27. 6. 2003 až 21. 9. 2003), Uměleckoprůmyslové museum v Praze (Mistři evropského sklářství: Miluše a René Roubíčkovi, sklo / retrospektiva 1944–2003)[11]
- 2012 Praha, Praha City Center ("Miluše Roubíčková – 50 let pop-artu ve skle")[11]
- 2012–2013 Praha, Museum Kampa (SKLO – A PROČ NE II.!)[5]
- 2015 – "Miluše a René Roubíčkovi – Sklo", muzeum města Brno, hrad Špilberk, královská kaple (8.7.2015 až 6.9.2015) [9]

### Účast na světových výstavách Expo
Kromě vlastních samostatných výstav se Miluše Roubíčková účastnila také všech významných mezinárodních přehlídek a symposií ateliérového skla. Mezi nejdůležitější pak patřily expozice na světových výstavách:
- Expo 58 v Bruselu, (Belgie)
- Expo 67 v Montrealu, (Kanada)
- Expo 70 v Osace, (Japonsko)

### Účast na dalších zahraničních výstavách (výběr)
- 1966 VIII. Biennale São Paulo
- 1973 Intersymposium, Bellrive Museum, Zürich
- 1977 Le Forme del Vetro, Biennale v Benátkách
- 1981 The Corning Museum of Glass
- 1985 I.-II. Coburger Glaspreis, Coburg
- 1986 Expressions en Verre, Musée des arts décoratifs, Lausanne
- 1989 Musée des Arts Décoratifs, Paříž
- 1990 Neues Glas in Europe; 50 Künstler – 50 Konzepte, Kunstmuseum v Düsseldorfu
- 1990–1991 Kanazava / Japonsko
- 1996 Venezia Aperto Vetro, Benátky
- 2000–2001 Light Transfigurated Contemporary Czech Glass, Hyda Takayama Museum of Art (Toyama City), Japonsko[12]
- 2000–2001 Hiroshima City Museum of Contemporary Art (Hiroshima)[12]

### Realizace v architektuře
- 1973 Květinový lustr z hutně tvarovaného skla v hale Městského divadla v Pelhřimově; (architekt Miroslav Řepa)
- 1978 Lustr z hutně tvarovaného skla na Československém velvyslanectví v Berlíně

### Zastoupení děl ve sbírkách
Díla Miluše Roubíčkové jsou hojně zastoupena v soukromých sbírkách, dále pak v domácích a zahraničních sbírkách skla a moderního umění:
- Slovenská národní galerie v Bratislavě
- Moravská galerie v Brně
- Muzeum skla a bižutérie v Jablonci nad Nisou
- Severočeské muzeum v Liberci
- Sklářské muzeum v Kamenickém Šenově
- Sklářské muzeum v Novém Boru
- Východočeské muzeum v Pardubicích
- Uměleckoprůmyslové muzeum v Praze
- Kunstsammlungen der Veste Coburg v Coburgu
- Glasmuseum Hentrich im Ehrenhof v Düsseldorfu
- Glasmuseum Ebeltoft v Ebeltoftu
- Stedelijk Museum De Lakenhal v Leidenu
- Glasgalerie – Hergiswil Glasi v Luzernu